# Калтанисета
Калтанисета (итал. Caltanissetta) град је у југозападној Италији. Град је средиште истоименог округа Калтанисета у оквиру италијанске покрајине Сицилија.

## Географија
Град Калтанисета налази се у средишњем делу Сицилије, на 130 км југоисточно од Палерма. Калтанисета се налази готово у средишту острва Сицилија. Град се налази на знатној надморској висини од око 550–580 m. Град се сместио на висоравни, коју пресеца река Салзо.
| Клима (Калтанисета)      | Клима (Калтанисета) | Клима (Калтанисета) | Клима (Калтанисета) | Клима (Калтанисета) | Клима (Калтанисета) | Клима (Калтанисета) | Клима (Калтанисета) | Клима (Калтанисета) | Клима (Калтанисета) | Клима (Калтанисета) | Клима (Калтанисета) | Клима (Калтанисета) | Клима (Калтанисета) |
| Показатељ \ Месец        | .Јан.               | .Феб.               | .Мар.               | .Апр.               | .Мај.               | .Јун.               | .Јул.               | .Авг.               | .Сеп.               | .Окт.               | .Нов.               | .Дец.               | .Год.               |
| ------------------------ | ------------------- | ------------------- | ------------------- | ------------------- | ------------------- | ------------------- | ------------------- | ------------------- | ------------------- | ------------------- | ------------------- | ------------------- | ------------------- |
| Средњи максимум, °C (°F) | 10,5 (50,9)         | 11,5 (52,7)         | 13,9 (57)           | 17,2 (63)           | 22,5 (72,5)         | 27,8 (82)           | 30,7 (87,3)         | 30,6 (87,1)         | 26,9 (80,4)         | 20,8 (69,4)         | 15,7 (60,3)         | 12,2 (54)           | 30,7 (87,3)         |
| Средњи минимум, °C (°F)  | 3,9 (39)            | 4,0 (39,2)          | 5,2 (41,4)          | 7,4 (45,3)          | 11,3 (52,3)         | 15,9 (60,6)         | 18,5 (65,3)         | 18,6 (65,5)         | 16,1 (61)           | 12,5 (54,5)         | 8,6 (47,5)          | 5,8 (42,4)          | 3,9 (39)            |
| [ тражи се извор ]       |                     |                     |                     |                     |                     |                     |                     |                     |                     |                     |                     |                     |                     |

## Становништво
Према резултатима пописа становништва 2011. у општини је живело 61.711 становника.
| 1931.  | 1936.  | 1951.  | 1961.  | 1971.  | 1981.  | 1991.  | 2001.  | 2011.  |
| ------ | ------ | ------ | ------ | ------ | ------ | ------ | ------ | ------ |
| 42.794 | 49.959 | 60.023 | 62.393 | 59.549 | 61.146 | 61.319 | 61.438 | 61.711 |

Калтанисета данас има око 60.000 становника, махом Италијана. Пре пола века град је свега 25% становника мање него данас. Последњих деценија број становника у граду стагнира.

## Привреда
Главна грана градске привреде је експлоатација сумпора. Град је и данас симбол сиромаштва за иначе у држави сиромашну Сицилију.

## Партнерски градови
- Рочестер
- Севиља
- Читанова